# Объединённый национальный конгресс
Объединённый национальный конгресс (англ. United National Congress; ОНК) — левоцентристская политическая партия в Тринидаде и Тобаго, одна из двух основных партий страны.

## История
Партия основана в 1989 году Басдео Пандаем — тринидадским юристом, экономистом, профсоюзным деятелем и актёром — после раскола в правящем Национальном альянсе за восстановление (НАВ). В ходе раскола шесть депутатов от НАВ, все из которых ранее состояли в Объединённый трудовом фронте, покинули ряды альянса и создали предтечу Объединённого национального конгресса - Фракцию за любовь, единство и братство 1988 (Caucus for Love, Unity and Brotherhood 1988, CLUB '88) во главе с Рамперсадом Парасрамом, который в итоге стал председателем ОНК (а Пандай - лидером).
Завоевав 13 мест в парламенте на выборах 1991 года (и затем увеличив свою депутатскую группу ещё на два человека за время того же созыва парламента), ОНК завоевал статус официальной оппозиции. Проведя шесть лет в оппозиции, ОНК получил контроль над правительством после выборов 1995 года (сначала в коалиции с НАВ, а затем самостоятельно). На всеобщих выборах 2000 года партия получила 51,7% голосов и абсолютное большинство в парламенте. 
В 2001 году раскол в партии привёл к тому, что она потеряла парламентское большинство и контроль над правительством. С 2001 по 2010 год ОНК снова была парламентской оппозиционной партией. Внутрипартийная борьба в партии с 2005 года и осуждение в 2006 году Басдео Пандея испанским судом за незадекларированные вклады в лондонском банке привели к смене руководства партии. В мае 2010 года ОНК вернулась в правительство как партия большинства в коалиции Ассоциация народа. Лидер партии Камла Персад-Биссессар стала первой женщиной-премьер-министром Тринидада и Тобаго.
Исторически партию поддерживали большинство индо-тринидадцев (особенно индуистов), а также различные меньшинства страны. ОНК также в разговорной речи называют индийской партией или индуистской партией.
В оппозиции после всеобщих выборов 2015 года, партия имеет 17 из 41 члена парламента в Палате представителей и 6 из 31 члена Сената. Партия насчитывает 65 из 139 местных советников и контролирует 7 из 14 регионов после местных выборов в Тринидаде в 2019 году. Партия не имеет представительства в палате собрания Тобаго.

## Участие в парламентских выборах
| Выборы | Выборы | Лидер партии           | Голосов    | Голосов | Голосов | Мест       | Мест | Положение | Правительство |
| Выборы | Выборы | Лидер партии           | Количество | %       | ±       | Количество | ±    | Положение | Правительство |
| ------ | ------ | ---------------------- | ---------- | ------- | ------- | ---------- | ---- | --------- | ------------- |
|        | 1991   | Басдео Пандай          | 151 046    | 29,2%   | —       | 13 из 36   | ▲ 13 | 2-е       | ННД           |
|        | 1995   | Басдео Пандай          | 240 372    | 45,8%   | ▲ 16,6% | 17 из 36   | ▲ 4  | ▬ 2-е     | ОНК–НАР       |
|        | 2000   | Басдео Пандай          | 307 791    | 51,7%   | ▲ 5,9%  | 19 из 36   | ▲ 2  | ▲ 1-е     | ОНК           |
|        | 2001   | Басдео Пандай          | 279 002    | 49,9%   | ▼ 1,8%  | 18 из 36   | ▼ 1  | ▬ 1-е     | ННД           |
|        | 2002   | Басдео Пандай          | 284 391    | 46,9%   | ▼ 3,0%  | 16 из 36   | ▼ 2  | ▼ 2-е     | ННД           |
|        | 2007   | Басдео Пандай          | 194 425    | 29,7%   | ▼ 17,2% | 15 из 41   | ▼ 1  | ▬ 2-е     | ННД           |
|        | 2010   | Камла Персад-Биссессар | 316 600    | 43,7%   | ▲ 13,9% | 21 из 41   | ▲ 6  | ▲ 1-е     | АН            |
|        | 2015   | Камла Персад-Биссессар | 290 066    | 39,6%   | ▼ 4,1%  | 17 из 41   | ▼ 4  | ▼ 2-е     | ННД           |
|        | 2020   | Камла Персад-Биссессар | 309 188    | 47,09%  | ▲ 7,49% | 19 из 41   | ▲ 2  | ▬ 2-е     | ННД           |